# Expedition 63
Expedition 63 è stata la 63ª missione di lunga durata verso la Stazione spaziale internazionale, incominciata il 17 aprile 2020 con l'undocking della Sojuz MS-15. Era composta dai tre membri della Sojuz MS-16 e, per un breve periodo di tempo, dall'equipaggio del veicolo commerciale americano SpaceX Demo 2, il primo equipaggio ad essere lanciato dal suolo americano dal pensionamento dello Space Shuttle avvenuto nel 2011. Durante i 188 giorni di missione l'equipaggio si occupò delle attività di docking e berthing di sei veicoli cargo, della prosecuzione della attività scientifica, della manutenzione interna e esterna della ISS, di alcune situazioni d'emergenza e dell'arrivo di due equipaggi. L'Expedition 63 si concluse il 21 ottobre 2020 con l'undocking della Sojuz MS-16.

## Equipaggio
| Comandante          | Christopher Cassidy, NASA Terzo volo    | Christopher Cassidy, NASA Terzo volo    | Christopher Cassidy, NASA Terzo volo    | Christopher Cassidy, NASA Terzo volo    | Christopher Cassidy, NASA Terzo volo    |
| Ingegnere di volo 1 | Anatolij Ivanišin, Roscosmos Terzo volo | Anatolij Ivanišin, Roscosmos Terzo volo | Anatolij Ivanišin, Roscosmos Terzo volo | Anatolij Ivanišin, Roscosmos Terzo volo | Anatolij Ivanišin, Roscosmos Terzo volo |
| Ingegnere di volo 2 | Ivan Vagner, Roscosmos Primo volo       | Ivan Vagner, Roscosmos Primo volo       | Ivan Vagner, Roscosmos Primo volo       | Ivan Vagner, Roscosmos Primo volo       | Ivan Vagner, Roscosmos Primo volo       |
| Ingegnere di volo 3 |                                         | Robert Behnken, NASA Terzo volo         |                                         |                                         |                                         |
| Ingegnere di volo 4 |                                         | Douglas Hurley, NASA Terzo volo         |                                         |                                         |                                         |

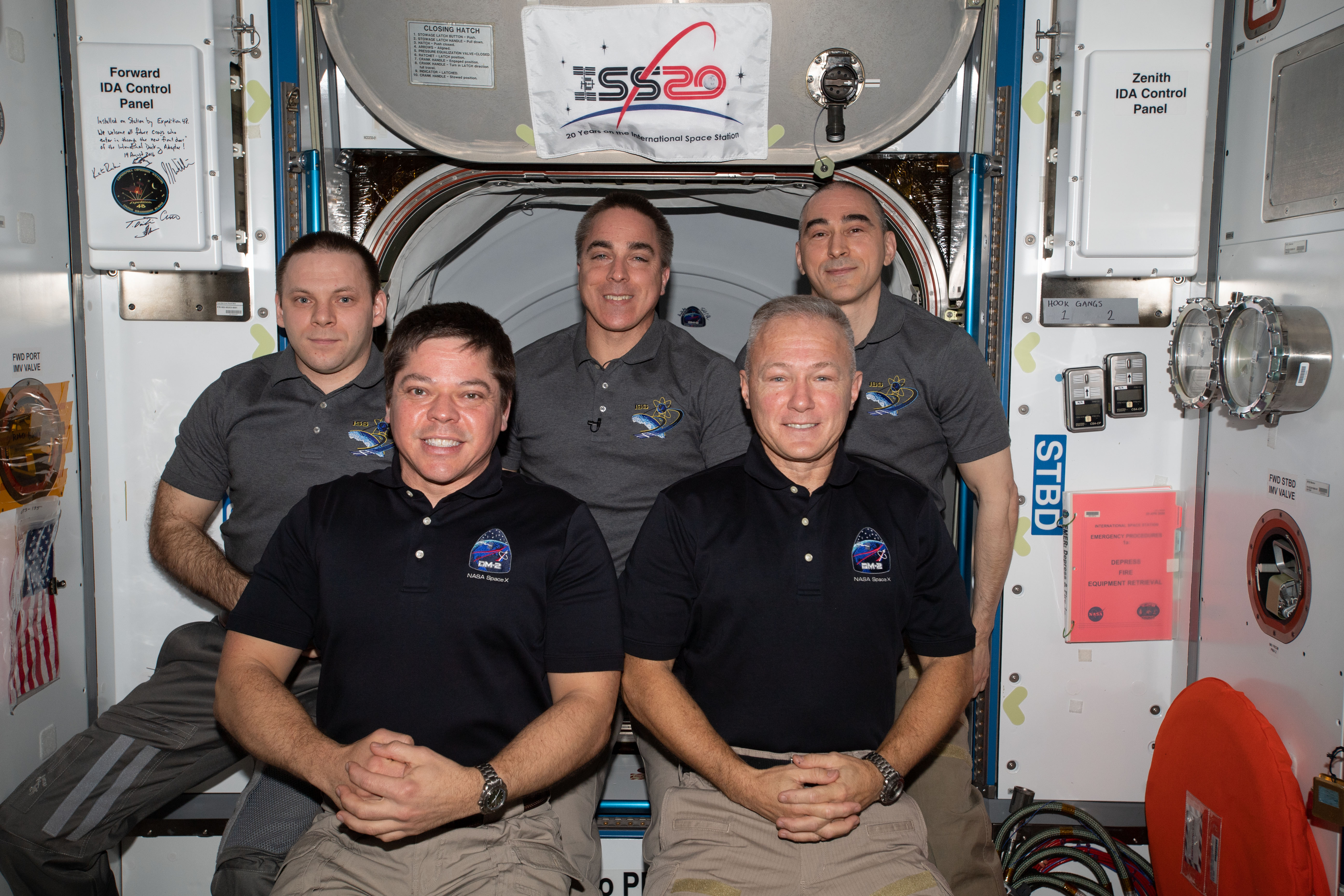
Da sx: Vagner, Behnken, Cassidy, Hurley, Ivanišin

L'equipaggio dell'Expedition 63 fino a febbraio 2020 era composto dai cosmonauti russi Tichonov, Babkin e dall'astronauta americano Cassidy ma a causa dell'infortunio di Tichonov, entrambi i cosmonauti sono stati sostituiti con Ivanišin e Vagner. Questi ultimi insieme a Cassidy sono partiti a bordo della Sojuz MS-16 il 9 aprile 2020 per prendere parte all'Expedition 63. Il 31 maggio 2020 si unirono a loro i due membri della missione di collaudo SpaceX Demo 2, Hurley e Behnken, che rimasero sulla ISS per due mesi. A causa dei possibili ritardi al programma commerciale americano, Cassidy avrebbe potuto essere l'unico astronauta dell'USOS presente a bordo per un lungo periodo; per poter svolgere al meglio e in sicurezza le attività più rischiose, Ivanišin e Vagner vennero sottoposti durante i due anni di preparazione al volo rispettivamente all'addestramento all'attività extraveicolare (EVA) con la tuta spaziale EMU e come operatore robotico del Canadarm2, sia per la cattura dei veicoli cargostatunitensi sia per assistenza durante le EVA. L'equipaggio della prima missione operativa degli equipaggi commerciali NASA, USCV-1, composta da Hopkins, Glover, Noguchi e Walker, sarebbe dovuta partire a fine settembre 2020 ma venne rimandata a fine ottobre, durante l'Expedition 64. L'equipaggio della navicella Sojuz MS-17, composto dai cosmonauti russi Ryžikov e Kud'-Sverčkov, e dall'astronauta statunitense Rubins raggiunse la ISS pochi giorni prima della conclusione dell'Expedition 63, per sostituire l'equipaggio della Sojuz MS-16, pur non facendo parte ufficialmente dell'equipaggio dell'Expedition 63.

## Eventi missione

### Lancio e docking della Progress MS-14
Il 25 aprile 2020 il veicolo cargo russo Progress MS-14 venne lanciato dalla rampa di lancio 31 del Cosmodromo di Bajkonur a bordo del lanciatore Sojuz 2.1a. Eseguì un docking autonomamente al modulo Zvezda del Segmento russo della ISS tre ore e 20 minuti dopo il lancio. A bordo portava tre tonnellate di provviste e carburante per la ISS, cibo, vestiti e strumenti personali per l'equipaggio a bordo. La navicella rimarrà agganciata per circa sette mesi, fino a novembre 2020; durante questo periodo verrà usata per innalzare e abbassare l'orbita della ISS a seconda della visita dei veicoli spaziali.

### Unberthing della Cygnus NG-13
Dopo tre mesi di permanenza sulla ISS, la navicella cargo americana Cygnus NG-13 venne sganciata e rilasciata dai controllori di volo a Terra, sotto la supervisione dell'astronauta Christopher Cassidy e del cosmonauta Ivan Vagner, con il braccio robotico canadese Canadarm2 l'11 maggio 2020. Arrivò alla ISS il 18 febbraio precedente, consegnando alla Stazione 3 300 kg di carico. Il giorno successivo all'unberthing la navicella incominciò la sua missione secondaria, cioè l'esecuzione del quarto esperimento dalla serie Spacecraft Fire Safety Experiment - IV (Saffire-IV), e il rilascio di alcuni CubeSat. Il rientro distruttivo in atmosfera era previsto per il 25 maggio 2020.

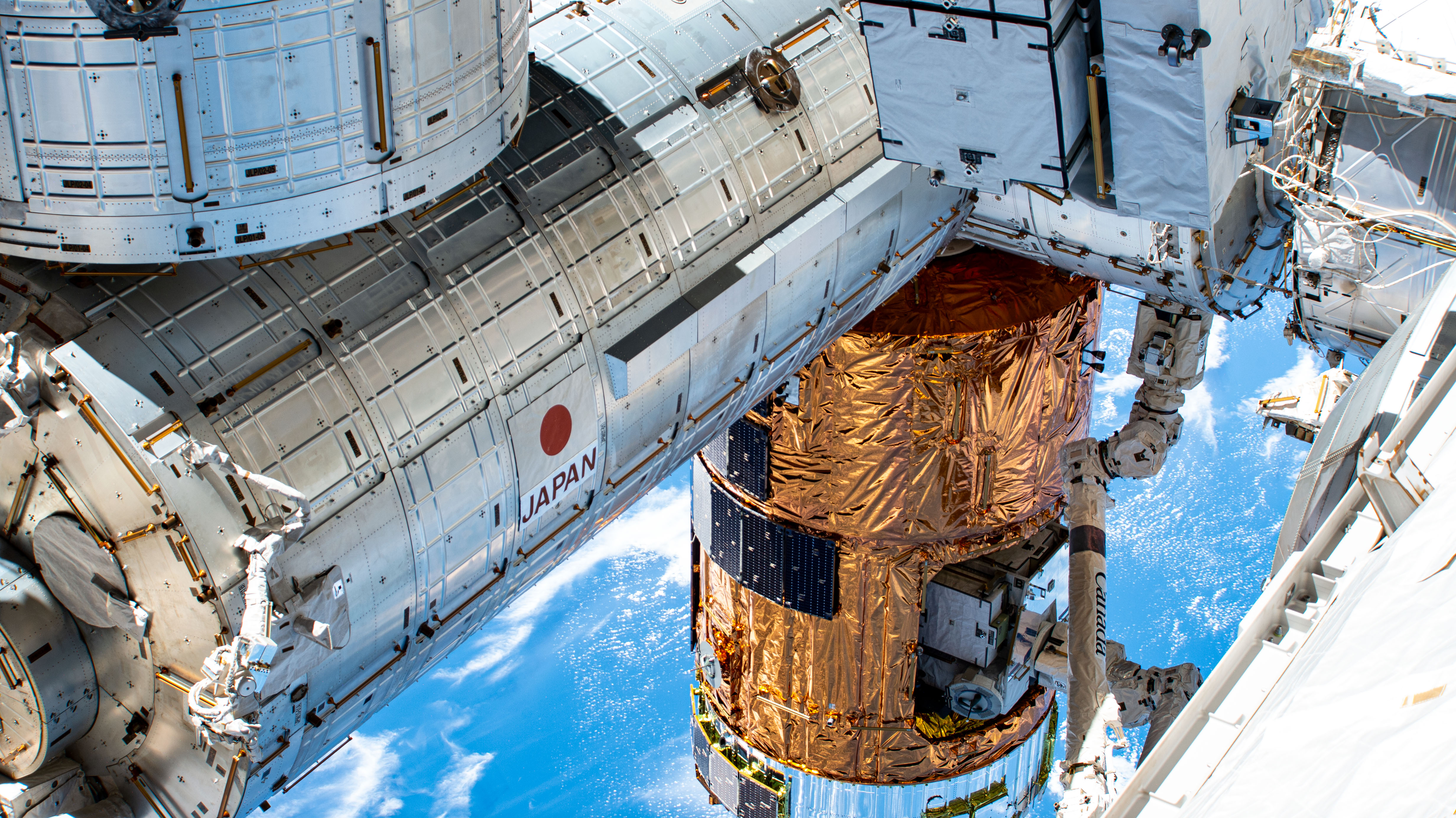
I componenti giapponesi della Stazione spaziale internazionale, Kibo e HTV-9, e il Canadarm2

### Lancio e berthing dell'HTV-9
Il lancio della navicella cargo giapponese HTV-9 avvenne il 20 maggio dal Centro spaziale di Tanegashima a bordo del lanciatore H-IIB. Fu l'ultimo lancio per questo lanciatore che venne usato solo per le missioni dell'HTV con una percentuale di successo del 100%. Nella prossima missione di rifornimento giapponese verrà usata la versione HTV-X del veicolo cargo e verrà lanciata con il nuovo lanciatore H3 nel 2022. La navicella HTV-9 arrivò alla ISS il 25 maggio, quando venne catturata da Cassidy ai comandi del Canadarm2 con l'assistenza di Vagner. Dopo che i controllori eseguirono un berthing della navicella al boccaporto nadir di Unity, Cassidy e Vagner aprirono il boccaporto e iniziarono a trasferire i 4300 kg di carico presente nella navicella alla ISS. La HTV-9 rimase attraccata alla ISS due mesi, fino alla fine di luglio.

### Contaminazione dell'aria
Il 13 aprile 2020 il rilevatore di sostanze tossiche Air Quality Monitor-1 (AQM-1) situato nel modulo Destiny del Segmento statunitense, rilevò nell'aria la presenza di un quantitativo di benzene leggermente superiore ai limiti consentiti; da quel giorno fino al 29 aprile, il valore rimase pressoché lo stesso, intorno ai 0,065 mg/m³. Comunque, dal 29 aprile la quantità di benzene presente nell'aria iniziò ad aumentare a velocità sempre maggiore, fino a superare il limite di Concentrazione massima permessa in un periodo di 30 giorni (Spacecraft Maximum Allowable Concentration, SMAC). Il benzene è un composto chimico incolore o di un giallo chiaro in forma liquida a temperatura ambiente ed è altamente infiammabile, oltre ad avere effetti negativi sulla salute se si viene esposti a concentrazioni elevate nel lungo periodo. Il 15 maggio il Trace Contaminant Control System (TCCS) venne attivato per cercare di ridurre la quantità di benzene nell'aria, ma non si ottenne il risultato desiderato, avendo il 19 maggio dei valori ancora leggermente alti. Il 9 giugno per ottenere ulteriori dati sulla perdita, i Centri di controllo missione di Houston e Mosca decisero di spostare l'AQM-1 nel Segmento russo. Non riuscendo a individuare la corretta posizione della perdita, il 18 giugno i due Segmenti vennero isolati, per impedire lo scambio d'aria; quella notte vennero fatte delle letture con il AQM ma ulteriori test dovettero essere rimandati a causa nel malfunzionamento del rilevatore. Poco dopo il passaggio tra i due Segmenti venne riaperto in attesa di ulteriori informazioni sul AQM-1. Purtroppo il giorno successivo gli astronauti non furono in grado di riparare il danno al rilevatore, non potendo essere riparato in orbita. Inoltre, il AQM-1 era l'unico rilevatore di benzene presente sulla Stazione Spaziale Internazionale in quel momento. Il nuovo rilevatore AQM-1 arrivò sulla ISS a bordo del veicolo cargo Progress MS-15 il 23 luglio 2020.

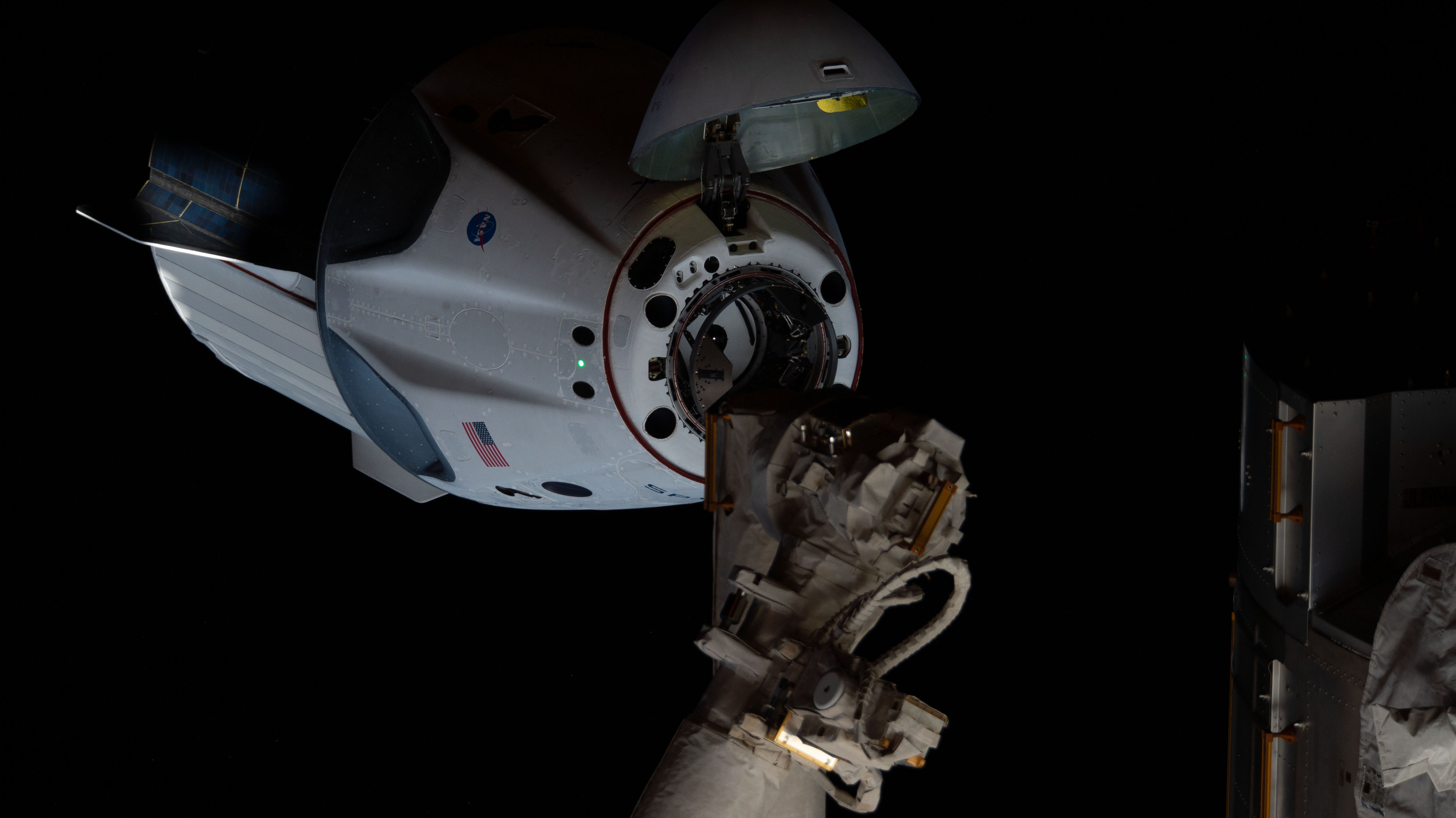
La Crew Dragon della SpaceX Demo 2 si avvicina alla ISS

### Lancio e docking della SpaceX Demo 2
Il 30 maggio 2020, dopo che il lancio era stato rinviato di alcuni giorni per condizioni meteorologiche avverse, la navicella Crew Dragon (Crew Dragon Endeavour) per la missione SpaceX Demo 2 venne lanciata con a bordo gli astronauti statunitensi Douglas Hurley e Robert Behnken su un lanciatore Falcon 9 Block 5. Era da luglio 2011 con la missione Shuttle STS-135 che una navicella spaziale statunitense con equipaggio non veniva lanciata nello spazio. Dopo 19 ore di viaggio per raggiungere la Stazione Spaziale Internazionale e eseguiti alcuni test di pilotaggio del veicolo, la Endeavour eseguì il docking all'IDA-2/PMA-2 del boccaporto anteriore di Harmony il 31 maggio alle 14:16 UTC. I membri dell'Expedition 63 già presenti sulla ISS diedero il benvenuto al nuovo equipaggio alcune ore dopo, alla conclusione delle procedure di controllo perdite, portando a cinque gli abitanti della ISS.

### EVA 1 (USOS 65)
Il 26 giugno gli astronauti NASA Cassidy (EV1, camera #18) e Behnken (EV2, #20), entrambi alla settima attività extraveicolare (EVA), svolsero la prima di una serie di EVA il cui scopo era quello di sostituire le batterie vecchie Ni-H2 con le batterie Li-Ion di uno dei due canali di alimentazione del Segmento S6; l'aggiornamento del sistema elettrico della ISS iniziò nel gennaio 2017. Le batterie sono indispensabili per accumulare energia elettrica ricevuta dai pannelli solari durante il periodo dell'orbita irradiato dal sole e utilizzarla durante il periodo notturno, per far funzionare i sistemi vitali, le attrezzature di bordo e i carichi utili. Nonostante gli astronauti dovessero rimuovere solo tre batterie Ni-H2, installare due batterie Li-Ion e una piastra-adattatore, la grande esperienza dei due permise di svolgere alcune attività aggiuntive programmate per l'attività extraveicolare del 1º luglio. Tra queste attività ci sono la rimozione di ulteriori due batterie Li-Ion e l'installazione di un'altra piastra-adattatore. IV: Douglas Hurley e Ivan Vagner; Responsabile robotico: Douglas Hurley; IV Ground: Jasmin Moghbeli.

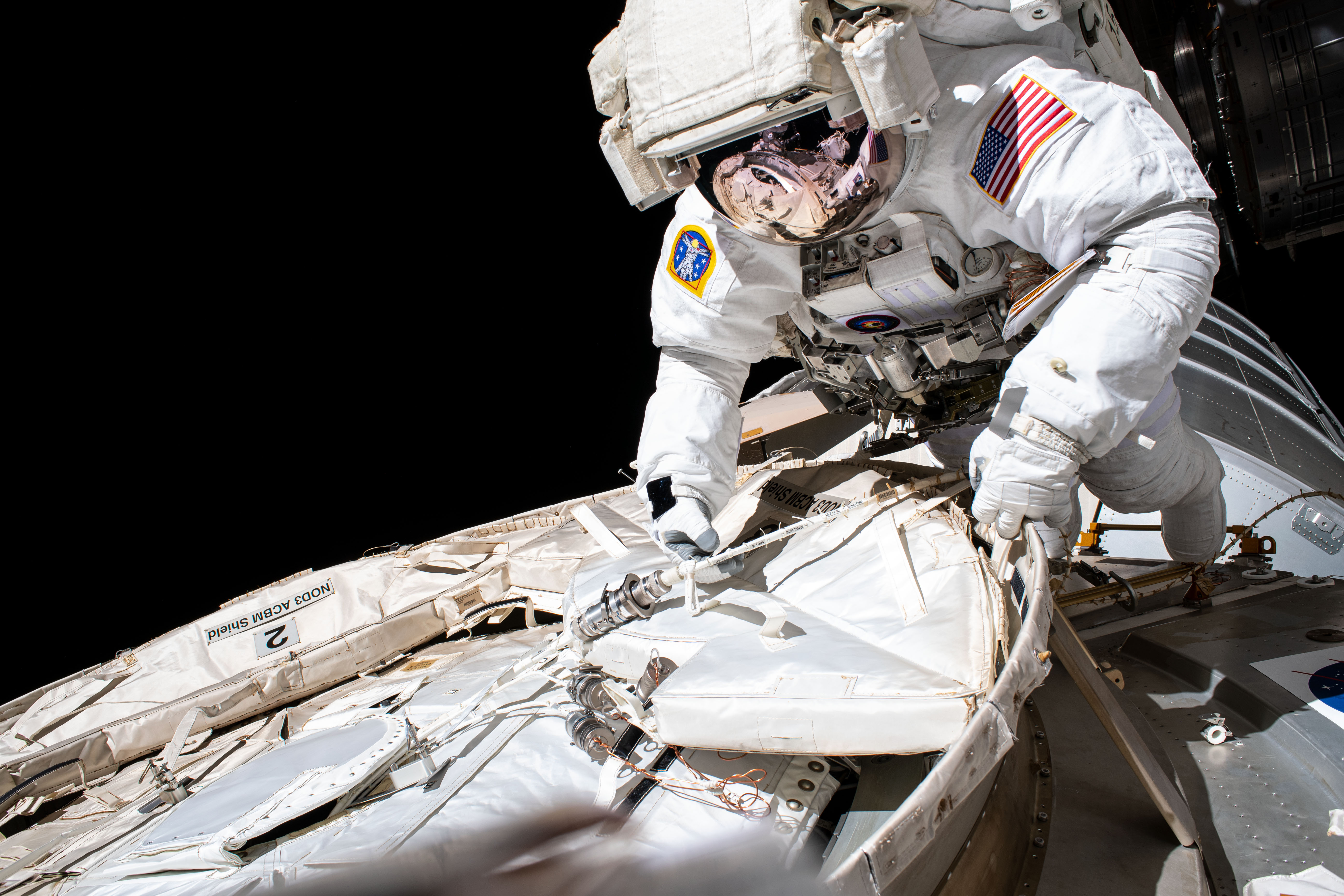
Cassidy durante un'attività extraveicolare (EVA)

### EVA 2 (USOS 66)
Cassidy (EV1, camera #18) e Behnken (EV2, #20) svolsero la seconda EVA della Expedition 63 il 1º luglio durante la quale terminarono il lavoro iniziato nell'EVA precedente, rimuovendo una batteria Ni-H2 e installando una batteria Li-Ion e una piastra-adattatore. In totale durante le prime due EVA vennero rimosse sei batterie Ni-H2, installate tre batterie Li-Ion e due piastre-adattatore. Inoltre allentarono dei bulloni di altre batterie Ni-H2 che verranno sostituite nelle prossime EVA programmate per fine luglio, sempre svolte da Cassidy e Benhken, e installarono dei cavi ethernet in preparazione dell'installazione di un nuovo sistema di comunicazione wireless dotato di una telecamera HD migliorata per aumentare la copertura delle riprese live dei caschi per le future attività extraveicolari. IV: Douglas Hurley e Ivan Vagner; Responsabile robotico: Douglas Hurley; IV Ground: Jasmin Moghbeli.

### Prima correzione non pianificata dell'orbita
Il 3 luglio 2020 i controllori di volo russi del Centro di controllo missione di Roscosmos accesero i propulsori del veicolo cargo Progress MS-14 per eseguire una manovra correttiva dell'orbita della Stazione Spaziale Internazionale per evitare una possibile collisione con un detrito spaziale. I propulsori della Progress MS-14, agganciata al boccaporto posteriore di Zvezda, vennero attivati per circa 100 secondi aumentando la velocità della ISS di 0,5 m/s e innalzando l'altitudine di 900 metri. Il detrito spaziale, identificato come un frammento di un lanciatore Proton del 1987, passò a sette chilometri di distanza dalla ISS. La correzione dell'orbita in caso di possibile collisione è l'opzione più sicura sia per la stazione spaziale sia per il suo equipaggio. Quando invece i controllori si accorgono troppo tardi della presenza del detrito sulla rotta della ISS e non possono svolgere la manovra correttiva, l'equipaggio riceve l'ordine di chiudere tutti i portelloni interni dei moduli pressurizzati della ISS e di rifugiarsi all'interno del proprio veicolo di discesa, sperando di non venir colpiti. Nei 20 anni di storia della Stazione Spaziale Internazionale si ricorse 25 volte alla manovra correttiva, soprattutto nel primo periodo di vita della ISS. La volta precedente che era stata eseguita una manovra correttiva era settembre 2015.

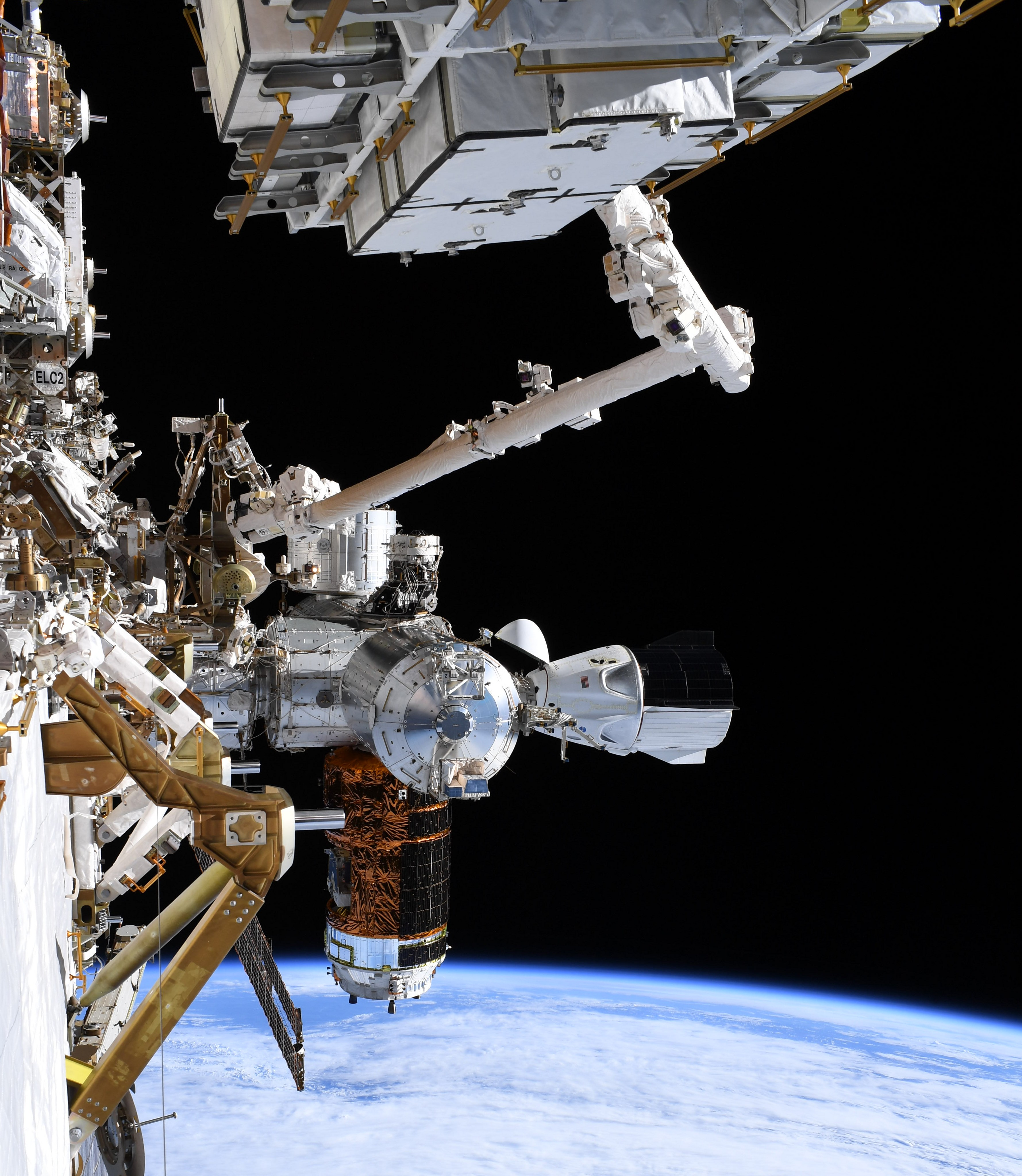
La vista di parte del lato USOS della Stazione Spaziale Internazionale

### Undocking della Progress MS-13
Dopo sette mesi di permanenza sulla Stazione Spaziale Internazionale agganciato al boccaporto di Pirs, il veicolo cargo Progress MS-13 carico di rifiuti da smaltire effettuò l'undocking con la ISS l'8 luglio 2020. Durante il suo soggiorno sull'avamposto orbitale, innalzò diverse volte l'orbita della ISS per compensare la deorbitazione causato dall'attrito con l'atmosfera terrestre. Poche ore dopo i controllori russi inviarono il comando di accensione dei propulsori per rallentare il veicolo e farlo rientrare in modo distruttivo in atmosfera.

### EVA 3 (USOS 67)
Il 16 luglio 2020 gli astronauti Behnken (EV1) e Cassidy (EV2) uscirono dalla Stazione Spaziale Internazionale per eseguire la sostituzione delle batterie nel Segmento S6 del Truss, concludendo l'aggiornamento del sistema elettrico della ISS iniziato a gennaio 2017. In questi tre anni e mezzo di lavoro vennero sostituite 48 batterie Ni-H2 con 24 batterie Li-Ion. Durante questa EVA vennero rimosse le ultime sei batterie Ni-H2 e installate tre nuove batterie Li-Ion e tre adattatori-piastra. IV: Douglas Hurley e Ivan Vagner; Responsabile robotico: Douglas Hurley; IV Ground: Joshua Kutryk.

### EVA 4 (USOS 68)
Il 21 luglio 2020 gli astronauti Behnken (EV1) e Cassidy (EV2) svolsero la quarta e ultima attività extraveicolare programmata della Expedition per lavorare in diverse aree esterne della Stazione Spaziale Internazionale. Installarono il dispositivo di protezione Robotic Tool Stowage (RiTS) per conservare strumenti usati dalla mano robotica Dextre dell'Agenzia spaziale canadese, compresi due Robotic External Leak Locator (RELL) usati per rilevare la presenza di perdite di ammoniaca del sistema di raffreddamento della Stazione Spaziale Internazionale. Continuarono con la rimozione di due elementi di sollevamenti, anche noto come H-fixtures dei pannelli solari USOS, usati nell'elaborazione a terra prima del lancio, e con la preparazione dell'esterno del modulo Tranquility, rimuovendo degli elementi protettivi del Common Berthing Mechanism, per l'arrivo dell'airlock commerciale Bishop della società NanoRack. L'airlock verrà usato per il rilascio di carichi utili commerciali nello spazio. Il lancio è previsto per ottobre 2020 a bordo di un veicolo spaziale Dragon Cargo (SpaceX CRS-21). Prima di concludere l'attività extraveicolare passarono dei cavi ethernet all'esterno di Tranquility. IV: Douglas Hurley e Ivan Vagner; IV Ground: Joshua Kutryk.

### Lancio e docking della Progress MS-15
Il 23 luglio 2020 il veicolo spaziale cargo russo Progress MS-15 venne lanciato dalla rampa 31/6 del Cosmodromo di Bajkonur a bordo di un lanciatore Sojuz 2.1a. Utilizzando un profilo di volo ultra veloce, di tre ore/2 orbite invece del tipico profilo veloce di 6 ore/4 orbite, il veicolo spaziale eseguì un docking al boccaporto di Pirs della Stazione Spaziale Internazionale in 3 ore e 18 minuti, battendo il record di minor tempo di rendezvous/docking dal lancio all'arrivo sulla ISS (il precedente era 3 ore e 20 minuti della Progress MS-14). Durante la fase finale del docking la Progress ebbe qualche problema nel puntare correttamente il centro del bersaglio del sistema Kurs-NA, tendendo a spostarsi verso il lato destro. Nonostante ciò, rimase nei limiti consentiti dalle procedure e non fu necessario l'intervento manuale del cosmonauta Ivanišin. Il costruttore della Progress, RKK Ėnergija, avviò un'indagine per approfondire le cause del problema. Il carico di 2,9 tonnellate a bordo era composto da 620 kg di propellente, 46 kg di ossigeno, 420 litri d'acqua e 1430 kg di cibarie, vestiti e materiali igienici per l'equipaggio, e hardware per il Segmento russo. Tra questi ultimi si nota il rilevatore di sostanze tossiche Air Quality Monitor-1 (AQM-1) che sostituì il precedente dispositivo difettoso, usato per il rilevamento del benzene presente a bordo della Stazione Spaziale Internazionale da aprile dello stesso anno. Al termine della missione, che durerà circa sei mesi, la Progress verrà sganciata dalla Stazione Spaziale Internazionale portando con sé il modulo Pirs al quale è agganciata, per eseguire un rientro distruttivo in atmosfera. In questo modo, verrà liberato il boccaporto nadir di Zvezda, dove verrà agganciato il nuovo modulo Nauka a metà del 2021.

### Undocking e ammaraggio di SpaceX Demo-2
Il 1º agosto 2020, dopo aver trascorso poco più di due mesi a bordo della Stazione Spaziale Internazionale, gli astronauti Douglas Hurley e Bob Behnken con il veicolo spaziale Endeavour si sganciarono dalla ISS. L'accensione di deorbit avvenne 18 ore e mezza dall'undocking con la ISS; ciò permise alla navicella di rallentare abbastanza da entrare in atmosfera. La discesa durò circa 45 minuti, durante i quali la temperatura esterna del veicolo raggiunse i 1900 °C e l'equipaggio venne sottoposto a 4G. I quattro paracadute principali vennero aperti a un'altitudine di 1 chilometri e 800 metri, per portare la velocità della navicella da 191 km/h a 24 km/h circa poco prima dell'ammaraggio. Questo avvenne alle 18:48 UTC nel Golfo del Messico. A seguito dell'ammaraggio la navicella venne recuperata dall'imbarcazione di SpaceX GO Navigator che la issò a bordo e solo in seguito l'equipaggio venne fatto uscire dalla navicella.

### Unberthing dell'HTV-9
L'ultimo veicolo HTV della serie originale lasciò la Stazione Spaziale Internazionale il 18 agosto 2020. Dopo che i controllori eseguirono l'unberthing del veicolo dal boccaporto Harmony a cui rimase agganciata per 85 giorni, Cassidy e Vagner si occuparono di rilasciarla dal braccio robotico Canadarm2. Rientrò in atmosfera due giorni dopo, quando i controllori del Centro di controllo dell'HTV a Tsukuba ne accesero i motori per eseguire il deorbit burn. Questo fu l'ultimo veicolo della serie HTV; durante gli undici anni di attività, consegnò alla ISS più di 40 tonnellate di rifornimenti, comprese le 24 batterie per aggiornare il sistema elettrico della Stazione Spaziale Internazionale, durante nove missioni di rifornimento. La prossima missione di rifornimento cargo giapponese avverrà nel 2022, quando verrà utilizzata la nuova versione HTV-X.

### Perdita d'aria

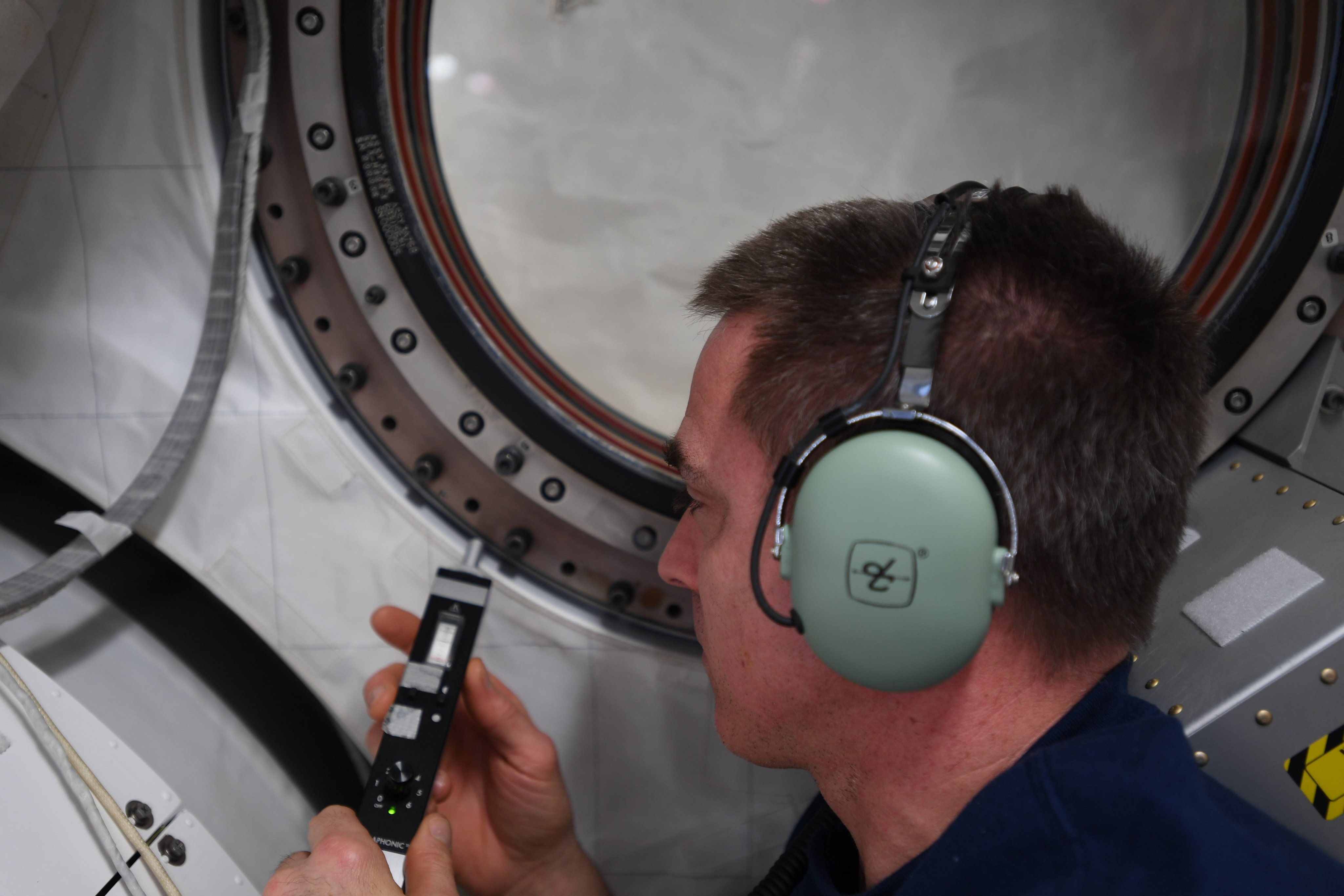
Cassidy controlla le finestre del modulo giapponese Kibo alla fine di settembre.

La Stazione Spaziale Internazionale perde continuamente aria nel vuoto dello spazio, ciò è dovuto alla presenza di finestre, valvole e altre aperture non totalmente ermetiche. A settembre 2019 venne rilevata una perdita d'aria piccola ma costante all'interno della ISS, superiore alla perdita rilevata abitualmente. L'intensa attività di arrivo e partenza dei veicoli, le attività extraveicolari degli ultimi anni e la continua integrazione dell'aria a bordo rese più difficile la comprensione della natura della perdita. Il 20 agosto 2020 questa perdita d'aria aumentò, passando da una perdita di 270g a 540g al giorno, rendendo probabile la presenza di un foro nello scafo della Stazione Spaziale Internazionale. Vista la presenza di soli tre membri dell'equipaggio le Agenzie spaziali decisero di isolare l'equipaggio nel Segmento russo, avendo ipotizzato che l'ubicazione del foro fosse nel Segmento statunitense (USOS). Il giorno successivo l'equipaggio chiuse tutti i portelloni interni dell'USOS così da permettere ai controllori a terra di stabilire l'esatto modulo in cui era situata la perdita, misurando la pressione modulo per modulo per un periodo di due giorni. Questa non è la tipica procedura usata per individuare le perdite; nell'agosto 2018 (Expedition 56) venne rilevata un'altra perdita e per individuarla l'equipaggio chiuse uno per volta tutti i moduli, controllò la pressione e trovò la perdita nel modulo orbitale della Sojuz MS-09. Nel 2020 invece decisero di sigillare l'USOS e di far abitare i tre membri dell'equipaggio per tre giorni esclusivamente nei moduli russi Zvezda, Poisk e nei veicoli Sojuz MS-16 e Progress MS-14 del Segmento russo.
Comunque alla conclusione dei due giorni i Centri di controllo concordarono il prolungamento dell'isolamento di un giorno per dare più tempo ai controllori di individuare la perdita. Il 26 agosto l'equipaggio poté riaprire i portelloni e tornare alle attività normali, non essendo comunque il foro abbastanza grande da mettere a rischio la vita dei membri dell'equipaggio. Dopo aver analizzato per un mese le letture di pressione dei vari moduli del Segmento americano, i controllori NASA non riuscirono a trovare nessun indizio che indicasse la presenta di una perdita nel segmento USOS. Inoltre, la perdita in quel mese era triplicata, arrivando a 1,4 kg di aria persa al giorno. Il 23 e 24 settembre Cassidy e Ivanišin usarono un rilevatore di perdite ad ultrasuoni vicino ai sigilli delle finestre di tutta la Stazione Spaziale Internazionale sperando di individuare la perdita, senza però ottenere i risultati voluti. I Centri di controllo missione a quel punto concordarono un altro periodo di isolamento nel Segmento russo nel fine settimana tra il 25 e il 27 settembre, pur continuando a controllare la pressione nei moduli in cui alloggiavano (Zarja, Zvezda, Poisk, Sojuz MS-16 e Progress-14).

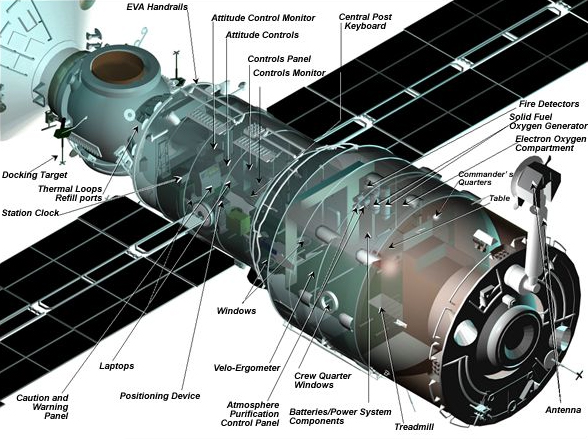
Il modulos Zvezda. Da sinistra in alto: il compartimento di trasferimento (zona circolare), il compartimento di lavoro e il compartimento intermedio (una parte della zona di colore marrone).

Nella notte del 29 settembre l'equipaggio venne svegliato dai Centri di controllo a causa di un aumento improvviso del tasso della perdita. Questo aumento improvviso permise ai rilevatori di individuare con più precisione la perdita: si trovava nel modulo Zvezda.

Il modulo Zvezda è uno dei moduli più importanti della Stazione Spaziale Internazionale; fu il terzo modulo della ISS ad essere lanciato e al suo interno sono situate molte attrezzature per il controllo della ISS. È costituito da tre vani indipendenti: il compartimento di trasferimento, il compartimento di lavoro e il compartimento intermedio, ed era in quest'ultimo che venne individuato il foro. Le letture rilevavano una perdita tra 3 e 8 mm Hg al giorno, equivalente ad un foro di diametro tra i 0,6 e gli 0,8 mm. Il foro era talmente piccolo che Vladimir Solovëv, un ex cosmonauta e direttore di volo, ammise che sarebbe stato davvero difficile trovarlo e che non incoraggiava l'equipaggio a perdere ulteriore tempo nella ricerca del foro.
La presenza di un foro nel Segmento russo non faceva stare tranquilli i cosmonauti russi che decisero di continuare la ricerca. Nei giorni successivi il compartimento intermedio venne svuotato per poter accedere alla parte posteriore dei pannelli sulle pareti e vennero controllati tutti i punti più probabili, come il boccaporto tra Zvezda e la Progress MS-14. Il 2 ottobre il Centro di controllo missione decise di isolare il compartimento intermedio e utilizzare due videocamere GoPro per cercare di individuare la perdita; una GoPro avrebbe tenuto sotto controllo le misurazioni del manometro mentre l'altra avrebbe registrato il comportamento di alcune strisce di carta libere posizionate appositamente nel modulo, ma ciò non portò a nessun risultato.
Un altro tentativo fatto dai cosmonauti fu quello di posizionare dei sacchetti di plastica chiusi con del nastro sopra le valvole e guarnizioni presenti nel modulo; se fosse stata presente una perdita in quel punto il sacchetto si sarebbe sgonfiato a causa della perdita d'aria. Purtroppo non fu così facile richiudere ermeticamente i sacchetti con del nastro adesivo, rendendo vano il tentativo. Nei giorni successivi continuarono la ricerca con attrezzature e tecniche diverse, arrivando inoltre a sigillare i punti più a rischio con del sigillante, riducendo a due le zone più probabili: la zona delle tubazioni del sistema di controllo termico e il sistema di comunicazione a banda larga. Il 14 ottobre l'equipaggio della Sojuz MS-17 eseguì il docking alla ISS portando con sé del nuovo sigillante. Quella sera Ivanišin e Vagner di propria iniziativa lasciarono una bustina di tè libera di muoversi nel compartimento intermedio prima di chiudere il portello e la videro dirigersi verso il sistema di comunicazione a banda larga. A quel punto il Centro di controllo missione disse loro di sigillare quella zona con del nastro adesivo e di posizionare lì intorno dei sacchetti di plastica. Un paio d'ore dopo videro che uno dei sacchetti si era sgonfiato, rendendo altamente probabile la presenza del foro in quel punto; inoltre la perdita d'aria era passata da 8 a 4 mm Hg al giorno. Individuato il foro, il 16 ottobre Sergej Ryžikov lo sigillò temporaneamente con del nastro Kapton, ma nonostante ciò il 20 ottobre venne rilevata ancora una perdita di 5 mm Hg al giorno. Nei giorni successivi venne riferito che il foro aveva le sembianze di una crepa di circa 2-4 cm di lunghezza. Per svolgere ulteriori analisi, il nastro di Kapton che sigillava il foro venne rimosso e la zona pulita con uno straccio inumidito con l'alcool; entrambi torneranno sulla Terra a bordo della Sojuz MS-16 il 21 ottobre per essere analizzati. Sul foro vennero posizionati numerosi ulteriori strati di nastro, in attesa della procedura definitiva di sigillatura che Roscosmos sta realizzando.

### Seconda correzione non pianificata dell'orbita
La sera del 22 settembre i Centri di controllo missione della NASA e di Roscosmos ricevettero la segnalazione di una possibile collisione della Stazione Spaziale Internazionale con un detrito spaziale alle 22:21 UTC. Nel frattempo che i Centri di controllo pianificavano una manovra correttiva dell'orbita, l'equipaggio a bordo avviò per ogni evenienza le procedure di abbandono della ISS, tra cui la chiusura di tutti i portelloni dei moduli e preparare la Sojuz per il ritorno sulla Terra. Un'ora prima della collisione vennero attivati i propulsori della Progress MS-14 per 150 secondi che allontanarono la Stazione Spaziale Internazionale dal punto di collisione con il detrito. Questa fu la seconda volta che una manovra correttiva non pianificata dell'orbita venne eseguita durante l'Expedition 63. Solo nei primi nove mesi del 2020 ci furono tre manovre correttive d'emergenza della Stazione Spaziale Internazionale mentre nelle ultime due settimane addirittura tre segnalazioni di possibili collisioni.

### Lancio e berthing della Cygnus NG-14
Il 3 ottobre venne lanciato il veicolo spaziale di rifornimento Cygnus NG-14 "SS Kalpana Chawla" dal Mid-Atlantic Regional Spaceport. La navicella venne soprannominata così in onore all'astronauta NASA Kalpana Chawla deceduta insieme all'equipaggio della missione Shuttle STS-107 nel febbraio 2003 durante il rientro sulla Terra. Dopo due giorni di viaggio verso la Stazione Spaziale Internazionale, la Cygnus venne catturata dagli astronauti Cassidy e Vagner con il braccio robotico e agganciata al modulo Unity due ore e mezza dopo. Nel carico di Cygnus, oltre alle provviste per l'equipaggio, erano presenti anche un nuovo tipo di toilette (UWMS) che verrà usata in futuro nel veicolo spaziale Orion per le missioni oltre l'orbita terrestre e degli esperimenti, di questi i più importanti sono Ammonia Electrooxidation, Plant Habitat-02 e Onco-Selectors. La navicella rimarrà agganciata alla Stazione Spaziale Internazionale fino a metà dicembre 2020.

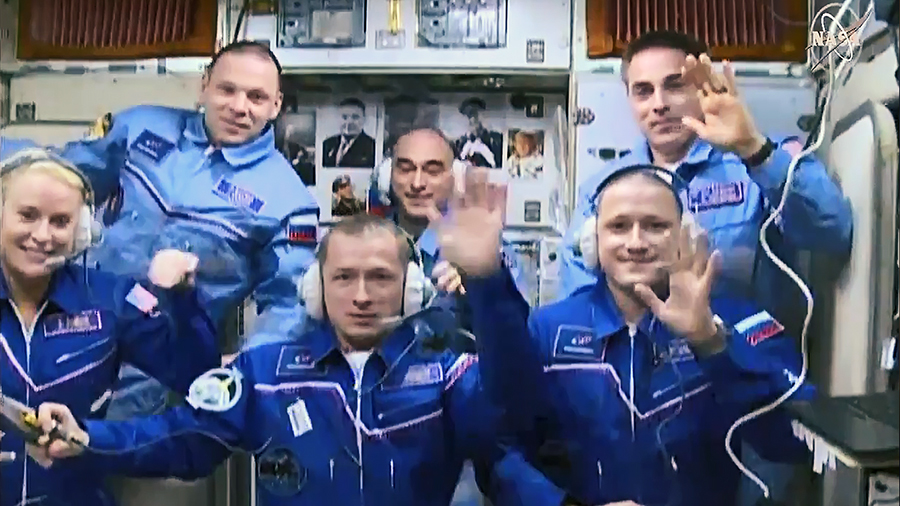
Gli equipaggi della Sojuz MS-16 e della Sojuz MS-17 poco dopo l'arrivo di questi ultimi sulla ISS.

### Lancio e docking della Sojuz MS-16
Avvicinando alla conclusione dell'Expedition 63, l'equipaggio della Sojuz MS-17 (Sergej Ryžikov, Sergej Kud'-Sverčkov e Kathleen Rubins) venne lanciato dal Cosmodromo di Bajkonur il 14 ottobre 2020 per sostituire i tre membri della Sojuz MS-16. Il veicolo spaziale eseguì il docking al modulo russo Rassvet della Stazione Spaziale Internazionale appena tre ore e tre minuti dopo il lancio; fu la prima volta che un veicolo spaziale con equipaggio raggiungeva la ISS in meno di 6 ore, all'epoca il tempo medio era di circa sei ore.
I due equipaggi convissero sull'avamposto orbitale per una settimana, trascorsa la quale l'equipaggio della Sojuz MS-16 fece ritorno sulla Terra.

### Cambio di comando Cassidy– Ryžikov
Il 20 ottobre 2020 il comandante dell'Expedition 63 Cassidy passò il comando della Stazione Spaziale Internazionale al cosmonauta russo Sergej Ryžikov per l'Expedition 64. L'Expedition 63 durò complessivamente 188 giorni, era dal 2008 che una Expedition non ricopriva un periodo di tempo così lungo. L'undocking della Sojuz MS-16 con a bordo Ivanishin, Vagner e Cassidy avvenne il 21 ottobre alle 23:32 UTC dando ufficialmente inizio all'Expedition 64. 

## Riepilogo dei veicoli in visita
| Veicolo        | Missione                    | Evento              | Boccaporto di aggancio | Data di aggancio | Data di sgancio |
| -------------- | --------------------------- | ------------------- | ---------------------- | ---------------- | --------------- |
| Progress MS-13 | Rifornimento                | Undocking           | Pirs nadir             | 9 dicembre 2019  | 8 luglio 2020   |
| Cygnus NG-13   | Rifornimento                | Unberthing          | Unity nadir            | 18 febbraio 2020 | 11 maggio 2020  |
| Progress MS-14 | Rifornimento                | Docking             | Zvezda aft             | 25 aprile 2020   | 27 aprile 2021  |
| HTV-9          | Rifornimento                | Berthing/unberthing | Harmony nadir          | 25 maggio 2020   | 18 agosto 2020  |
| SpaceX Demo 2  | Trasporto equipaggio Exp 63 | Docking/undocking   | Harmony forward        | 31 maggio 2020   | 1º agosto 2020  |
| Progress MS-15 | Rifornimento                | Docking             | Pirs nadir             | 23 luglio 2020   | 9 febbraio 2021 |
| Cygnus NG-14   | Rifornimento                | Berthing            | Unity nadir            | 5 ottobre 2020   | 6 gennaio 2021  |
| Sojuz MS-17    | Trasporto equipaggio Exp 64 | Docking             | Rassvet                | 14 ottobre 2020  | 19 marzo 2021   |

## Galleria d'immagini

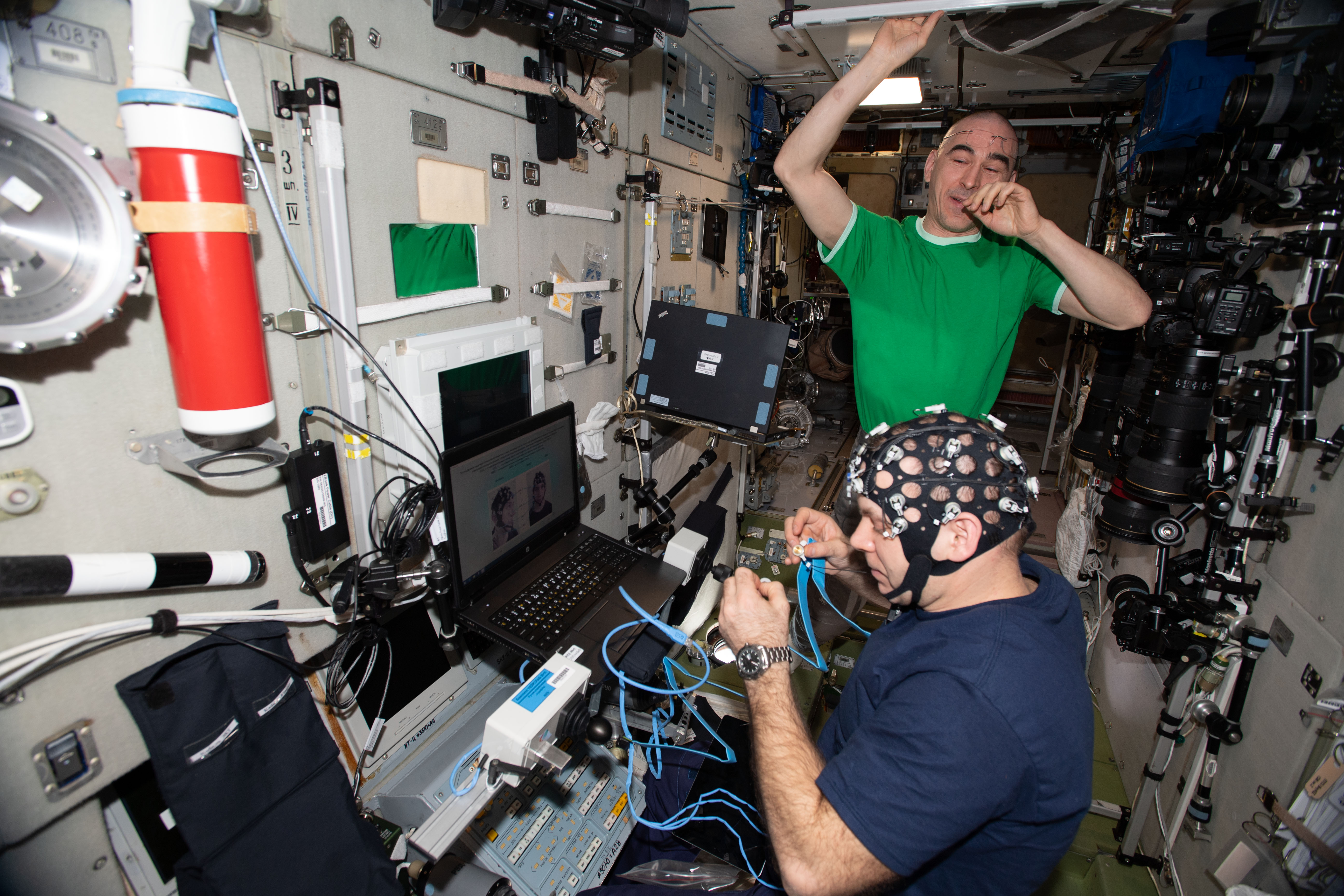
Vagner (in basso) e Ivanišin svolgono un esperimento scientifico a bordo del modulo Zvezda
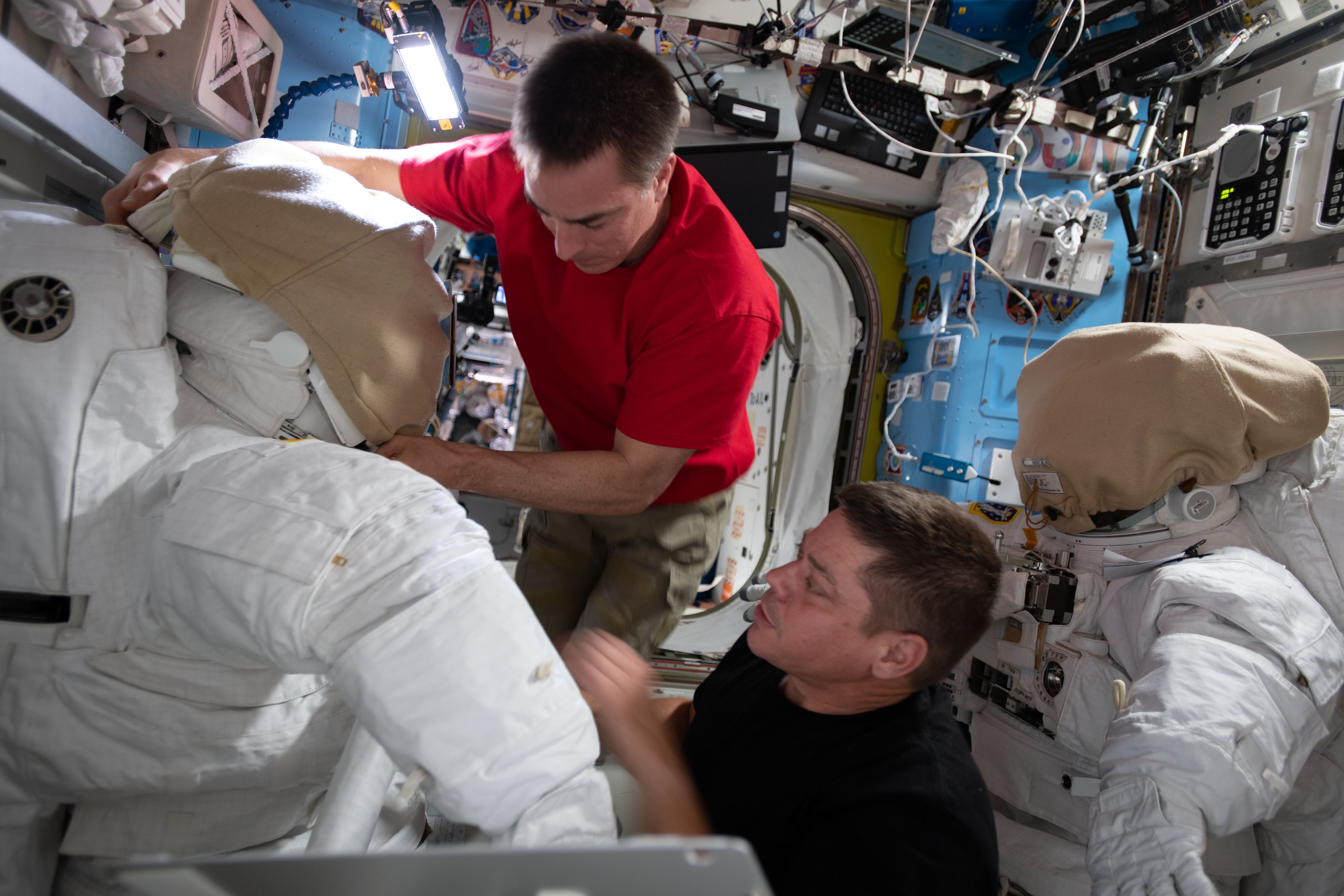
Cassidy e Behnken preparano le tute EMU in vista delle attività extraveicolari
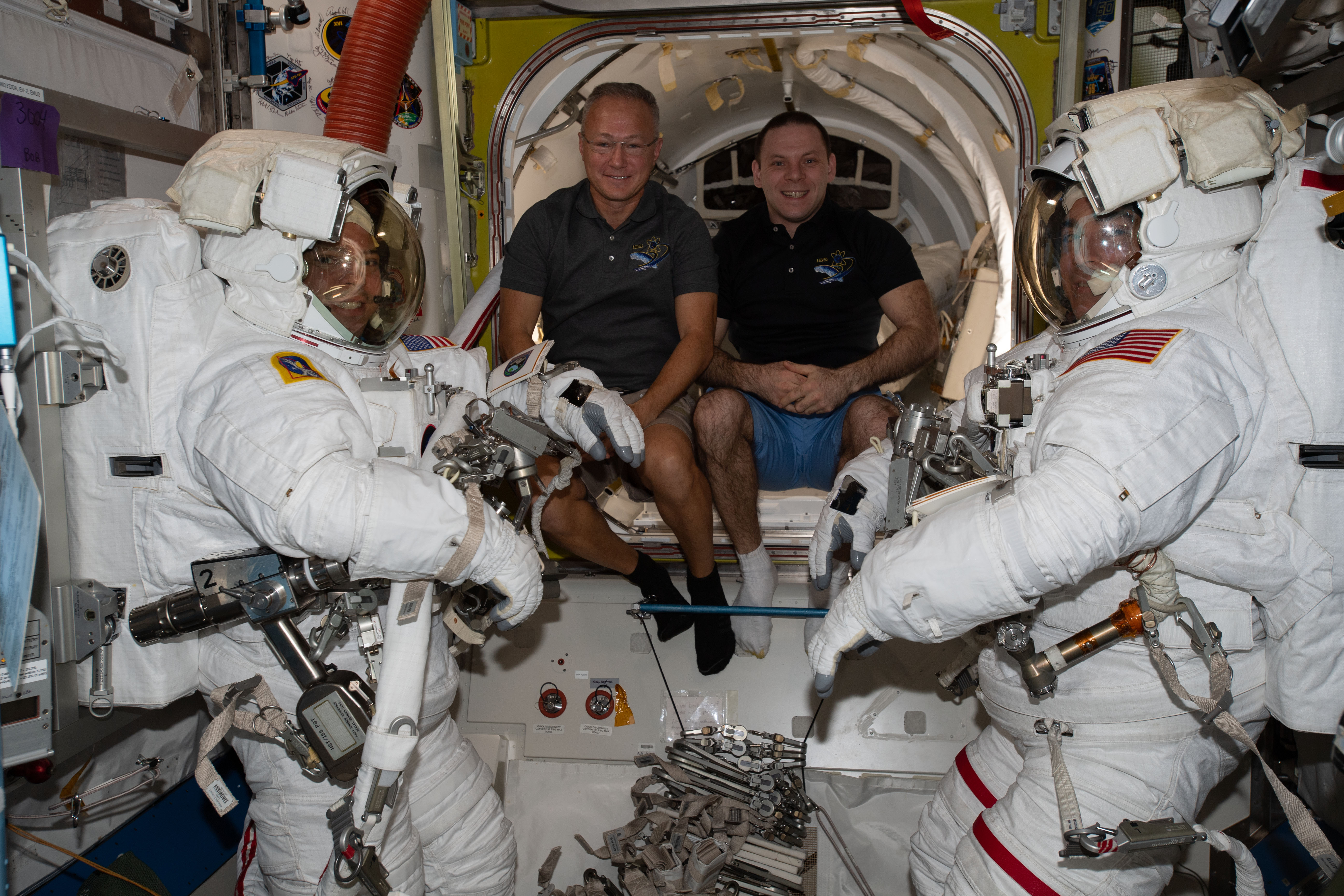
Behnken (sx) e Cassidy (dx) dentro le tute insieme a Hurley (centro a sx) e Vagner prima di un'EVA
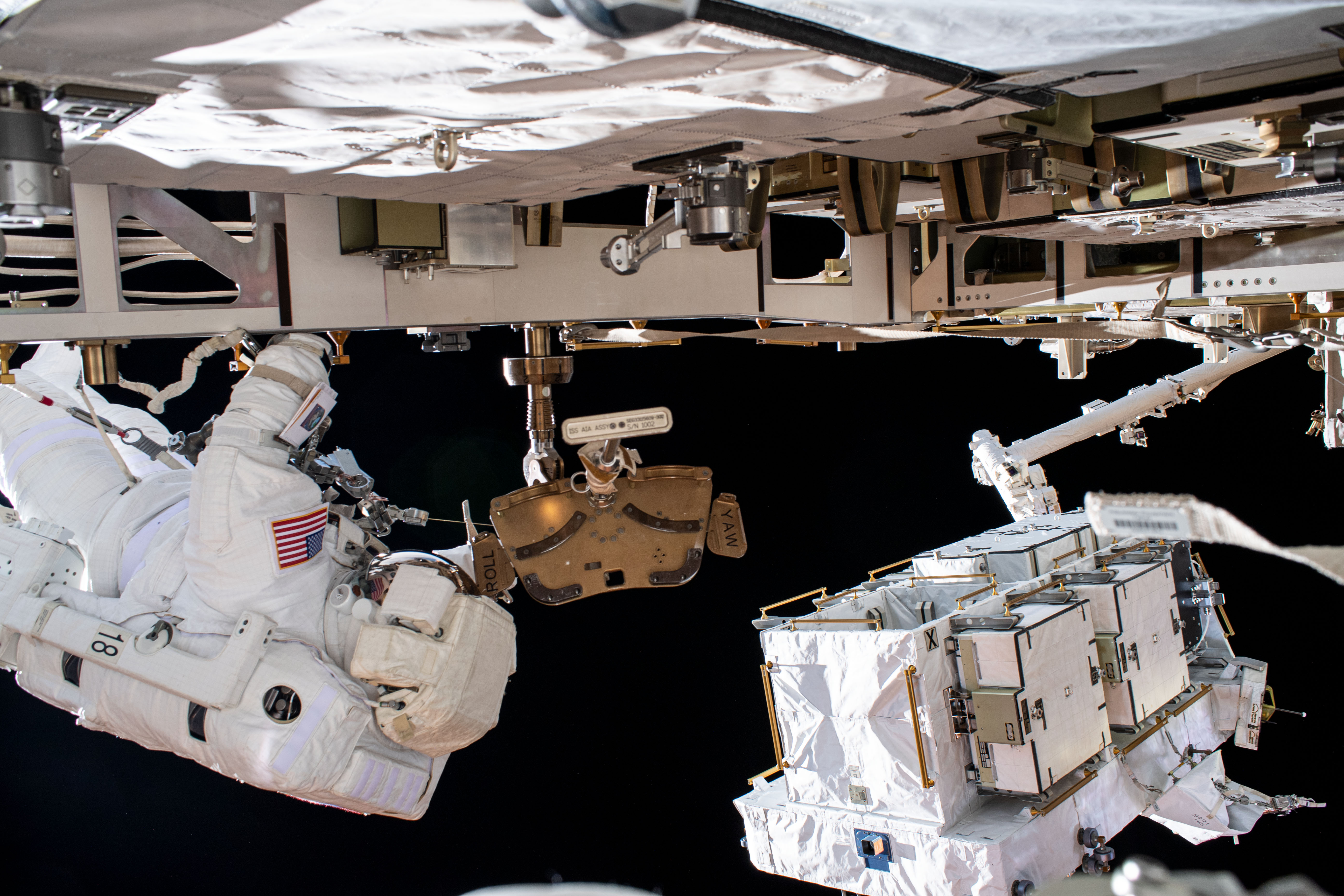
Behnken durante un'EVA
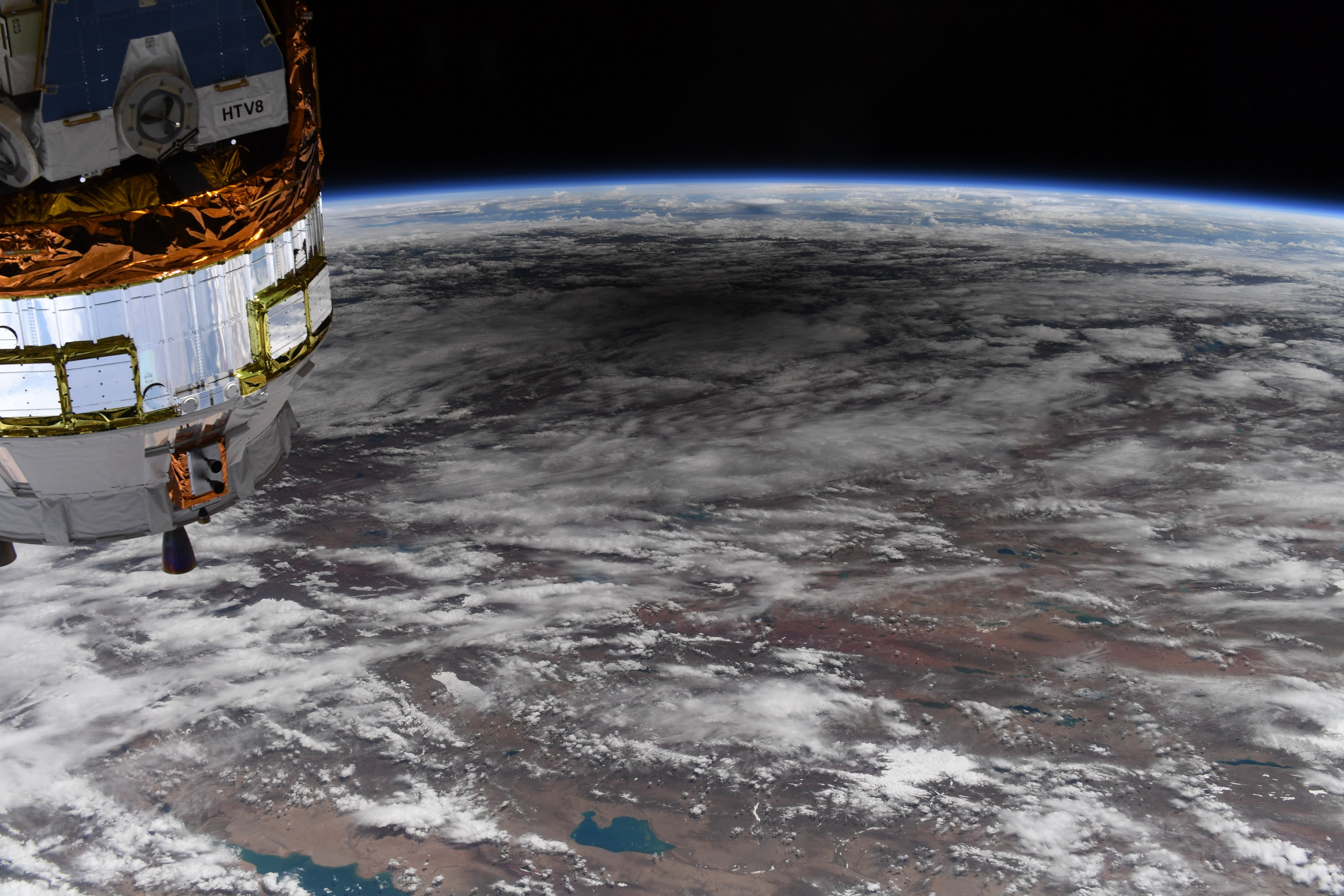
L'eclisse di sole del 21 giugno 2020 vista dalla Stazione Spaziale Internazionale
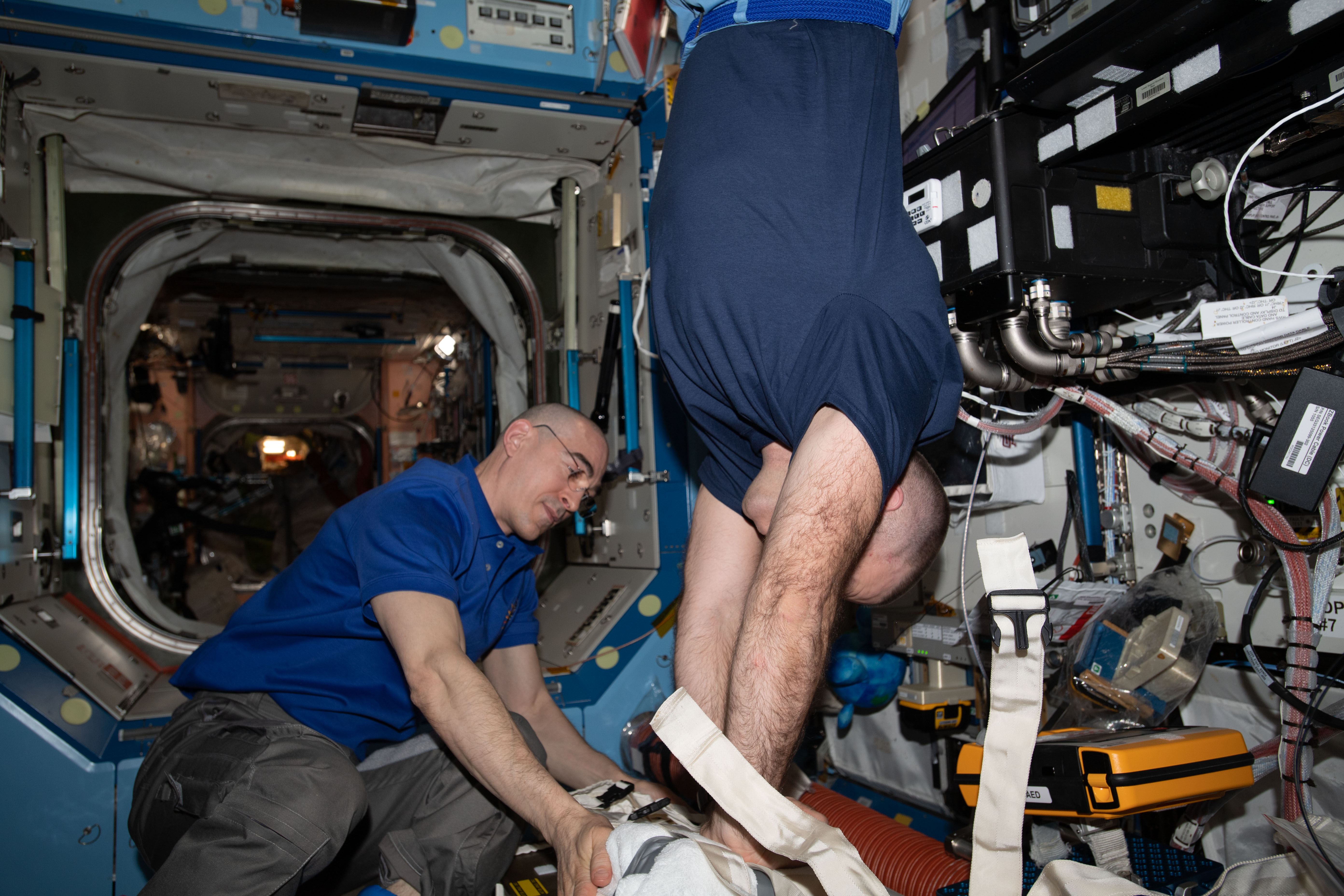
Ivanišin (sinistra) e Vagner si esercitano nelle tecniche di rianimazione cardiopolmonare nel modulo Destiny